# Yann Thimon
Yann Grégory Thimon (Saint-Pierre, 1º gennaio 1990) è un calciatore francese, centrocampista del Club Franciscain e della nazionale martinicana.

## Carriera

### Nazionale
Ha debuttato in Nazionale il 27 marzo 2017, nell'amichevole Barbados-Martinica (2-1). Ha messo a segno la sua prima rete con la maglia della Nazionale il 26 aprile 2017, nell'amichevole Martinica-Guadalupa (4-1). Viene inserito nella lista dei convocati per la Gold Cup 2017, oltre che per le edizioni 2019 e 2021 del medesimo torneo.